# 716-та піхотна дивізія (Третій Рейх)

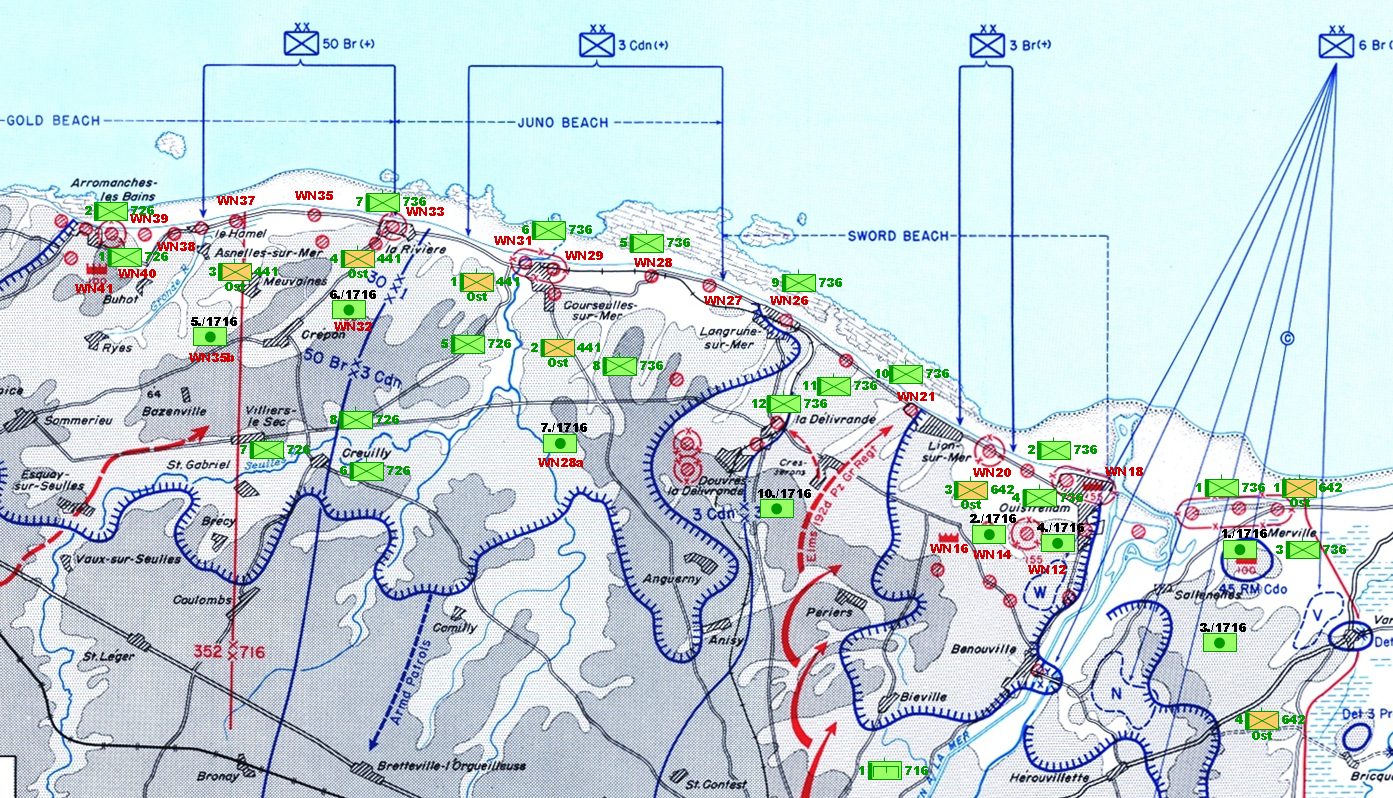
Карта районів берегової оборони, які утримувала 716-та дивізія в смузі вторгнення союзників

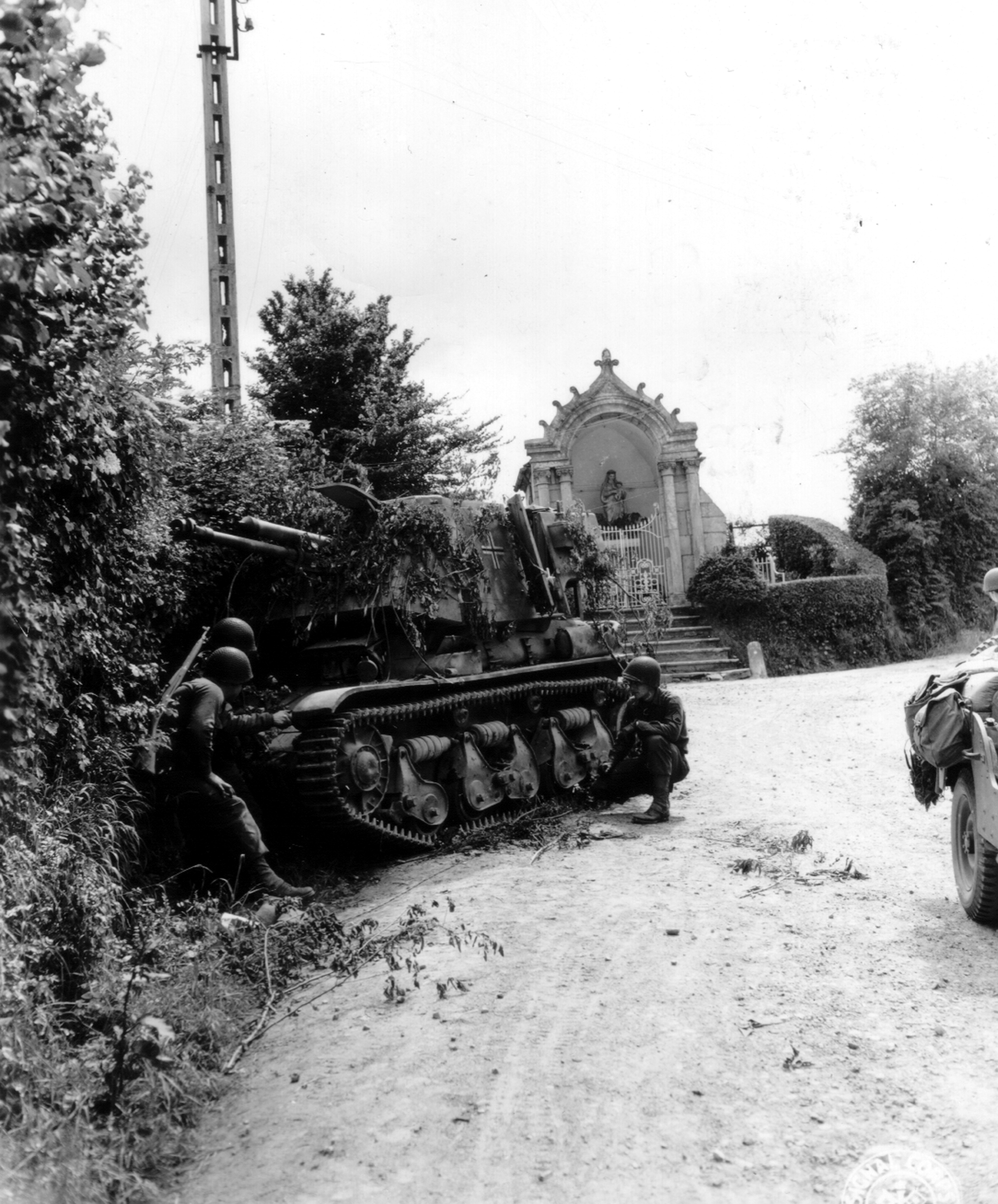
Кинута німецька самохідна протитанкова гармата на базі танку Renault R35 зі складу 716-ї дивізії. Ле-Моле-Літтрі. 20 червня 1944

716-та піхотна дивізія (Третій Рейх) (нім. 716. Infanterie-Division) — піхотна дивізія Вермахту за часів Другої світової війни.

## Командування

### Командири
- генерал-лейтенант Отто Маттершток (нім. Otto Matterstock) (3 травня 1941 — 1 квітня 1943);
- генерал-лейтенант Вільгельм Ріхтер (нім. Wilhelm Richter) (1 квітня 1943 — травень 1944);
- генерал-майор Людвіг Круг (нім. Ludwig Krug) (травень — 10 червня 1944);
- генерал-лейтенант Вільгельм Ріхтер (нім. Wilhelm Richter) (10 червня — 14 серпня 1944);
- генерал-майор Отто Шіль (нім. Otto Schiel) (14 серпня — 1 вересня 1944);
- генерал-лейтенант Вільгельм Ріхтер (нім. Wilhelm Richter) (1 — 7 вересня 1944);
- генерал-майор Ернст фом Бауер (нім. Ernst vom Bauer) (7 вересня — 1 жовтня 1944);
- генерал-майор Вольф Еверт (нім. Wolf Ewert) (1 жовтня 1944 — 18 січня 1945).